# یواس‌اس امتیست (پی‌وای‌سی-۳)
یواس‌اس امتیست (پی‌وای‌سی-۳) (به انگلیسی: USS Amethyst (PYc-3)) یک کشتی بود که طول آن ۱۴۶ فوت ۹ اینچ (۴۴٫۷۳ متر) بود. این کشتی در سال ۱۹۳۱ ساخته شد.